# Forbasy (przystanek kolejowy)
Forbasy – przystanek osobowy i mijanka w miejscowości Forbasy w powiecie Lubowla, w kraju preszowskim, na Słowacji. Dawniej stacja.
Na przystanku znajduje się niszczejący, zamknięty budynek stacyjny. Perony nasypowe ograniczone betonowym krawężnikiem od strony toru, oświetlone. Zadaszenie przy budynku, brak wiat przystankowych. Przy budynku znajduje się asfaltowy plac.